# 1635 en philosophie
Chronologie de la philosophie
- 1631
- 1632
- 1633
- 1634
- 1635
- 1636
- 1637
- 1638
- 1639

L’année 1635 a été marquée, en philosophie, par les événements suivants :

## Publications
- Johann Heinrich Alsted : Prodromus religionis triumphantis. Triumphus verae religionis.

- Eustache Asseline : Adresse spirituelle, contenant une facile pratique des moyens de se perfectionner en la voie du salut, augmentée d'un Traité des facultés et puissances de l'âme, Paris, 1635.

- Jacques Gaffarel : Nihil, fere Nihil, minus Nihilo, contenant 26 propositions sur les rapports de l'Être et du non-Être, qui avait été lu à L'Accademia degli Incogniti de Venise le 4 août 1634, en réponse au discours de Luigi Manzini sur Il Niente (Le Néant).

- Marie de Gournay : 
  - un poème, in Le Sacrifice des Muses
  - un poème, in Le Parnasse royal

- Scioppius : Arcana societatis Jesu.

## Naissances
- 3 novembre à Hilpoltstein en Moyenne-Franconie : Johann Christoph Sturm,  mort le 26 décembre 1703 à Altdorf) est un astronome et mathématicien allemand.